# Districte de Carcassona

Els 3 districtes de l'Aude

El Districte de Carcassona és un dels tres districtes del departament francès de l'Aude a la regió d'Occitània. La capital del districte és la prefectura del departament, Carcassona.

## Cantons
- Cantó d'Alzona
- Cantó de Bèlpuèg
- Cantó de Camppendut
- Cantó de Carcassona-Centre
- Cantó de Carcassona-Est
- Cantó de Carcassona-Nord
- Cantó de Carcassona-Sud
- Cantó de Castellnou d'Arri-Nord
- Cantó de Castellnou d'Arri-Sud
- Cantó de Concas d'Orbièl
- Cantó de Fanjaus
- Cantó de La Grassa
- Cantó de Lo Mas de Cabardés
- Cantó de Montreal
- Cantó de Motomet
- Cantó de Peiriac de Menerbés
- Cantó de Saissac
- Cantó de Salles-sur-l'Hers